# Giuseppe Visca
Giuseppe Visca (Acqui Terme, 20 aprile 1942) è un politico italiano.

## Biografia
Ragioniere, ha frequentato la facoltà di scienze politiche all'università di Pavia e ha lavorato come funzionario nelle Ferrovie dello Stato nel compartimento di Torino.
Esponente del Partito Socialista Italiano, è stato presidente dell'ospedale civile di Acqui Terme e poi il primo Presidente della USL n.75. Dagli anni '80 è consigliere comunale e assessore ad Acqui Terme.
Nel 1987 viene eletto senatore della Repubblica, carica che mantiene fino al 1992.
Trasferitosi a Santo Domingo, negli anni Duemila è presidente del Comitato italiani all'estero (Comites).